# Wspólnota administracyjna Schwarzatal
Wspólnota administracyjna Schwarzatal (niem. Verwaltungsgemeinschaft Schwarzatal) – wspólnota administracyjna w Niemczech, w kraju związkowym Turyngia, w powiecie Saalfeld-Rudolstadt. Siedziba wspólnoty znajduje się w mieście Schwarzatal. Powstała 1 stycznia 2019.
Wspólnota administracyjna zrzesza dziesięć gmin, w tym jedną gminę miejską (Stadt) oraz dziewięć gmin wiejskich (Gemeinde):
1. Cursdorf
2. Deesbach
3. Döschnitz
4. Katzhütte
5. Meura
6. Rohrbach
7. Schwarzatal, miasto
8. Schwarzburg
9. Sitzendorf
10. Unterweißbach

Gminy Cursdorf, Deesbach oraz Katzhütte do 31 grudnia 2018 wchodziły w skład wspólnoty administracyjnej Bergbahnregion/Schwarzatal, a gminy Döschnitz, Meura, Rohrbach, Schwarzburg, Sitzendorf oraz Unterweißbach wchodziły w skład wspólnoty administracyjnej Mittleres Schwarzatal. Miasto Schwarzatal powstało 1 stycznia 2019.